# Gran Premio Chianti Colline d'Elsa
Le Gran Premio Chianti Colline d'Elsa est une course cycliste italienne disputée chaque année au mois d'août à Gambassi Terme, en Toscane. Créée en 1960, elle est organisée par le GS Maltinti Lampadari. 
Cette épreuve fait actuellement partie du calendrier régional de la Fédération cycliste italienne, en catégorie 1.19. Elle est par conséquent réservée aux cyclistes espoirs (moins de 23 ans) et élites sans contrat.

## Parcours
La course se déroule sur un parcours vallonné.

## Palmarès
| Année     | Vainqueur                 | Deuxième            | Troisième          |
| --------- | ------------------------- | ------------------- | ------------------ |
| 1960      | Corrado Consigli          |                     |                    |
| 1961      | Giorgio Goretti           |                     |                    |
| 1962-1964 | Pas de course             | Pas de course       | Pas de course      |
| 1965      | Vittorio Bartali          |                     |                    |
| 1966-1968 | Pas de course             | Pas de course       | Pas de course      |
| 1969      | Stefano Benvenuti         |                     |                    |
| 1970      | Pas de course             | Pas de course       | Pas de course      |
| 1971      | Enzo Ragnini              |                     |                    |
| 1972      | Pas de course             | Pas de course       | Pas de course      |
| 1973      | Armando Montagni          |                     |                    |
| 1974      | Pas de course             | Pas de course       | Pas de course      |
| 1975      | Giuseppe Piacenti         |                     |                    |
| 1976      | Giuseppe Passuello        |                     |                    |
| 1977      | Alessandro Primavera      |                     |                    |
| 1978      | Walter Delle Case (it)    |                     |                    |
| 1979      | Renato Pastore            |                     |                    |
| 1980      | Alessandro Targetti       |                     |                    |
| 1981      | Vincenzo Cupperi          |                     |                    |
| 1982      | Alfredo Castri            |                     |                    |
| 1983      | Giancarlo Montedori       |                     |                    |
| 1984      | Stefano Colagè            |                     |                    |
| 1985      | Antonio Capo              |                     |                    |
| 1986      | Edoardo Rocchi (it)       |                     |                    |
| 1987      | Simone Bruscoli           |                     |                    |
| 1988      | Massimo Donati            |                     |                    |
| 1989      | Maurizio Nuzzi            |                     |                    |
| 1990      | Massimo Donati            |                     |                    |
| 1991      | Marco Noferi              |                     |                    |
| 1992      | Luca Daddi                |                     |                    |
| 1993      | Riccardo Biagini          |                     |                    |
| 1994      | Alessandro Calzolari (it) |                     |                    |
| 1995      | Manuel Scopsi             |                     |                    |
| 1996      | Aldo Zanetti              |                     |                    |
| 1997      | Leonardo Giordani         |                     |                    |
| 1998      | Leonardo Giordani         |                     |                    |
| 1999      | Paolo Tiralongo           |                     |                    |
| 2000      | Yaroslav Popovych         |                     |                    |
| 2001      | Giacomo Cariulo           |                     |                    |
| 2002      | Francesco Mazzantini      |                     |                    |
| 2003      | ?                         | ?                   | ?                  |
| 2004      | Vincenzo Garofalo         | Luigi Sestili       | Anton Knyazhev     |
| 2005      | Hubert Krys               |                     |                    |
| 2006      | Andrius Buividas          | Maksym Averin       | Alexander Filippov |
| 2007      | Leonardo Pinizzotto       | Stefano Borchi      | Nikita Eskov       |
| 2008      | Gianluca Mirenda          | Luca Iattici        | Damiano Caruso     |
| 2009      | Davide Mucelli            | Carmelo Pantò       | Winner Anacona     |
| 2010      | Antonio Parrinello        | Rafał Majka         | Carlos Quintero    |
| 2011      | Pierre Paolo Penasa       | Marco Canola        | Paweł Poljański    |
| 2012      | Carmelo Pantò             | Alessio Taliani     | Valerio Conti      |
| 2013      | Luca Benedetti            | Alberto Bettiol     | Luca Ceolan        |
| 2014      | Ilia Koshevoy             | Mirco Maestri       | Paolo Totò         |
| 2015      | Danilo Celano             | Marco Bernardinetti | Pierpaolo Ficara   |
| 2016      | Seid Lizde                | Matteo Natali       | Manuel Di Leo      |
| 2017      | Andrea Garosio            | Leonardo Tortomasi  | Alessandro Fedeli  |
| 2018      | Michele Corradini         | Davide Casarotto    | Marco Murgano      |
| 2019      | Tommaso Rigatti           | Santiago Buitrago   | Rossano Mauti      |
| 2020      | Antonio Tiberi            | Kevin Colleoni      | Nicolò Buratti     |
| 2021      | Antonio Puppio            | Mattia Petrucci     | Lorenzo Ginestra   |
| 2022      | annulé                    | annulé              | annulé             |
| 2023      | Domenico Cirlincione      | Andrea Colnaghi     | Nicolò Garibbo     |
| 2024      | Francesco Parravano       | Matteo Regnanti     | Giosuè Crescioli   |